# Виконт Портман
Виконт Портман из Брайанстона в графстве Дорсет — наследственный титул в системе Пэрства Соединённого королевства.

## История
Титул виконта Портмана был создан 28 марта 1873 года для бывшего лорда-лейтенанта Сомерсета и либерального депутата Эдварда Портмана, 1-го барона Портмана (1799—1888). В 1837 году он получил титул барона Портмана из Орхарда Портмана в графстве Сомерсет (Пэрство Соединённого королевства). Его сын, Генри Беркли Портман, 2-й виконт Портман (1829—1919), представлял в Палате общин Великобритании Шефтсбери (1852—1857) и Дорсет (1857—1885).
По состоянию на 2024 год носителем титула являлся его потомок, Кристофер Эдвард Беркли Портман, 10-й виконт Портман (род. 1958), который сменил своего отца в 1999 году.
Семья Портман после 1728 года происходит по мужской линии от младшей ветви Беркли из Стоук Гиффорд, один из членов которой, Эдвард Беркли, женился на Филиппе Спик (ум. 1699), дочери Джоан Портман, правнучке сэра Уильяма Портмана (ум. 1557), лорда главного судьи (1555—1557). Он приобрел землю в Марилебоне (зажиточном центре Лондона). Позднее Генри Уильям Портман занимался в Марилебоне жилищным строительством. Портман Эстейт в Марилебоне до сих пор является основой богатства семьи Портман. Внук судьи Уильяма Портмана, сэр Джон Портман (ум. 1612) в 1611 году получил титул баронета. После смерти внука последнего, сэра Уильяма Портмана, 6-го баронета (1643—1690), родовые поместья Портманов перешли к кузену последнего, Генри Сеймуру (ум. 1728), пятому сыну сэра Эдварда Сеймура, 3-го баронета из Берри Померой (1610—1688), и его жены Энн Портман (ум. 1695), второй дочери сэра Джона Портмана, 1-го баронета. Генри Сеймур принял фамилию «Портман», но не имел наследников. Затем имения унаследовал его двоюродный брат, Уильям Беркли из Пайлла (ум. 1737), который также принял фамилию «Портман». Его правнуком был Эдвард Беркли Портман (1771—1823), депутат Палаты общин от Бороубриджа (1802—1806) и Дорсета (1806—1823) и отец Эдварда Портмана, 1-го виконта Портмана.

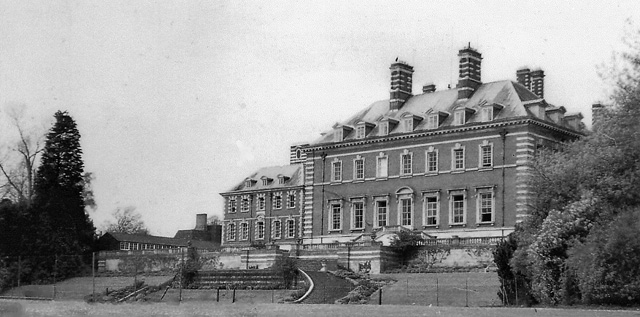
Брайанстон-хаус, резиденция виконтов Портман

## Виконты Портман (1873)

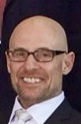
Кристофер Эдвард Беркли Портман, 10-й виконт Портман

- 1873—1888: Эдвард Беркли Портман, 1-й виконт Портман (9 июля 1799 — 19 ноября 1888), старший сын Эдварда Беркли Портмана (1771—1823);
- 1888—1919: Генри Беркли Портман, 2-й виконт Портман (12 июля 1829 — 16 октября 1919), старший сын предыдущего;
- 1919—1923: Генри Беркли Портман, 3-й виконт Портман (16 февраля 1860 — 18 января 1923), третий сын предыдущего;
- 1923—1929: Клод Беркли Портман, 4-й виконт Портман (1 ноября 1864 — 6 июня 1929), младший брат предыдущего;
- 1929—1942: Эдвард Клод Беркли Портман, 5-й виконт Портман (8 июля 1898 — 14 июля 1942), старший сын предыдущего от второго брака;
- 1942—1946: Сеймур Беркли Портман, 6-й виконт Портман (19 февраля 1868 — 2 ноября 1946), дядя предыдущего, пятый сын 2-го виконта Портмана;
- 1946—1948: Джеральд Беркли Портман, 7-й виконт Портман (23 января 1875 — 3 сентября 1948), младший брат предыдущего, шестой (младший) сын 2-го виконта Портмана;
- 1948—1967: Джеральд Уильям Беркли Портман, 8-й виконт Портман (20 августа 1903 — 3 ноября 1967), старший сын предыдущего;
- 1967—1999: Эдвард Генри Беркли Портман, 9-й виконт Портман (22 апреля 1934 — 5 мая 1999), единственный сын Майкла Беркли Портмана (1906—1959) от первого брака, племянник предыдущего;
- 1999 — настоящее время: Кристофер Эдвард Беркли Портман, 10-й виконт Портман (род. 30 июля 1958), единственный сын предыдущего от первого брака;
  - Наследник титула: достопочтенный Люк Генри Оливер Ричард Беркли Портман (род. 31 августа 1984), единственный сын предыдущего от первого брака.